# Francisco du Bocage
Francisco du Bocage foi o mais importante nome da fotografia pernambucana na virada do século XIX. Francês de nascimento, veio para o Brasil e passou a atuar como fotógrafo no Recife. Perfeccionista, preocupado sempre em manter o alto padrão estético de seu trabalho, a ponto de se auto-intitular "photographo-artista" no carimbo seco aposto às suas imagens, o nome de Francisco du Bocage aparece pela primeira vez na imprensa recifense em 1892.
A Bocage se deve importante coleção de vistas urbanas e dos arredores do Recife, vistas essas que deram origem a uma série de cartões-postais. Tudo indica que tenha sido contratado pela administração municipal para a documentação das obras do porto do Recife. Incluem-se neste conjunto aspectos de demolições e vistas dos cais Martins de Barros, entre outras obtidas em chapas de vidro de formato panorâmico aproximado de 7,5 cm x 24 cm.